# Scrancia buteo
Scrancia buteo är en fjärilsart som beskrevs av Sergius G. Kiriakoff 1968. Scrancia buteo ingår i släktet Scrancia och familjen tandspinnare. Inga underarter finns listade.